# Oreocarya leucophaea
Oreocarya leucophaea är en strävbladig växtart som först beskrevs av David Douglas, och fick sitt nu gällande namn av Edward Lee Greene. Oreocarya leucophaea ingår i släktet Oreocarya och familjen strävbladiga växter. Inga underarter finns listade i Catalogue of Life.